# 中華民国の選挙
中華民国の選挙（ちゅうかみんこくのせんきょ）では、中華民国（台湾）で実施される選挙の制度について述べる。

## 概要
2012年以降、総統選挙・立法委員選挙は、4の倍数年（子年・辰年・申年）の1月第2週か第3週土曜日に行われる。2014年以降、地方選挙は、その中間の年（寅年・午年・戌年）の11月第4週か第5週土曜日に行われる。
特に総統選挙は、李登輝によって民主化されて以降、毎回、70%前後以上の投票率を維持している。

## 選挙年表
| 実施日 | 実施日   | 総統選挙 | 立法委員選挙 | 地方選挙 | 地方選挙 | 国民大会代表選挙 |
| 実施日 | 実施日   | 総統選挙 | 立法委員選挙 | （県市） | （省市） | 国民大会代表選挙 |
| ------ | -------- | -------- | ------------ | -------- | -------- | ---------------- |
| 1991年 | 12月21日 |          |              |          |          | 第2期            |
| 1992年 | 12月19日 |          | 第2期        |          |          |                  |
| 1993年 | 11月27日 |          |              | 第12期   |          |                  |
| 1994年 | 12月3日  |          |              |          | 第1期    |                  |
| 1995年 | 12月2日  |          | 第3期        |          |          |                  |
| 1996年 | 3月23日  | 第9期    |              |          |          | 第3期            |
| 1997年 | 11月29日 |          |              | 第13期   |          |                  |
| 1998年 | 12月5日  |          | 第4期        |          | 第2期    |                  |
| 2000年 | 3月18日  | 第10期   |              |          |          |                  |
| 2000年 | 5月6日   |          |              |          |          | 第4期            |
| 2001年 | 12月1日  |          | 第5期        | 第14期   |          |                  |
| 2002年 | 12月7日  |          |              |          | 第3期    |                  |
| 2004年 | 3月20日  | 第11期   |              |          |          |                  |
| 2004年 | 12月11日 |          | 第6期        |          |          |                  |
| 2005年 | 5月14日  |          |              |          |          | 任務型           |
| 2005年 | 12月3日  |          |              | 第15期   |          |                  |
| 2006年 | 12月9日  |          |              |          | 第4期    |                  |
| 2008年 | 1月12日  |          | 第7期        |          |          |                  |
| 2008年 | 3月22日  | 第12期   |              |          |          |                  |
| 2009年 | 12月5日  |          |              | 第16期   |          |                  |
| 2010年 | 11月27日 |          |              |          | 第5期    |                  |
| 2012年 | 1月14日  | 第13期   | 第8期        |          |          |                  |
| 2014年 | 11月29日 |          |              | 第1回    | 第1回    |                  |
| 2016年 | 1月16日  | 第14期   | 第9期        |          |          |                  |
| 2018年 | 11月24日 |          |              | 第2回    | 第2回    |                  |
| 2020年 | 1月11日  | 第15期   | 第10期       |          |          |                  |
| 2022年 | 11月26日 |          |              | 第3回    | 第3回    |                  |
| 2024年 | 1月13日  | 第16期   | 第11期       |          |          |                  |

## 投票
期日前投票や在外投票などの不在者投票制度がないうえに、有権者は居住地ではなく戸籍のある場所で投票しなければならない。そのため、外国在住の有権者は、投票のために一時帰国することもある。

## 開票
開票作業は、人々の前に直接公開される。投票箱内から投票用紙を取り出し、見えるように上に掲げ「□番〇〇一票」と読み上げ、集計担当が表に票数を記していく。